# Osnovna enota SI
Osnóvne enòte mednarodnega sistema enot (SI - Système International) so:

## Definicije
20. maja 2019 je kot zadnji akt redefinicije osnovnih enot SI 2019 Mednarodni biro za uteži in mere uradno vpeljal sledeče nove definicije, ki so zamenjale prejšnje definicije osnovnih enot SI. 

| Ime enote                                             | Simbol enote | Ime fizikalne količine     | Uradna definicija iz leta 2019 | Zgodovinski izvor / uporaba | Oznaka fzikalne količine (ni predpisana) |
| ----------------------------------------------------- | ------------ | -------------------------- | --- | --- | ---------------------------------------- |
| sekunda                                               | s            | čas                        | "Sekunda, simbol s, je enota SI za čas. Definirana je kot stalna numerična vrednost cezijeve frekvence ∆νCs, nemotenega hiperfinega prehoda nevzbujenega 133-cezijevega atoma, ki je enaka 9192631770, ko je izražena v enotah Hz, kar je enako s−1." | Dan je razdeljen na 24 ur, vsaka ura razdeljena na 60 minut, vsaka minuta je razdeljena na 60 sekund. Sekunda je 1 / (24 × 60 × 60) dneva. Skozi zgodovino je bil takšen dan definiran kot srednji sončev dan, torej povprečni čas med dvema lokalnima navideznima sončevima poldnevoma. | t                                        |
| meter                                                 | m            | dolžina                    | "Meter, simbol m, je enota SI za dolžino. Definirana je kot stalna numerična vrednost hitrosti svetlobe v vakuumu c, ki je enaka 299792458, ko je izražena v enotah m s−1, kjer se sekunda definirana glede na ∆νCs." | 1 / 10000 razdalje od zemljinega ekvatorja do severnega pola, izmerjena na pariškem poldnevniku. | l, d, s                                  |
| kilogram                                              | kg           | masa                       | "Kilogram, simbol kg, je enota SI za maso. Definirana je kot stalna numerična vrednost Planckove konstante h, ki je 6,62607015×10−34, ko je izražena v enotah J s, kar je enako kg m2 s−1, kjer sta meter in sekunda definirana glede na c in ∆νCs." | Masa enega litra vode na temperaturi zmrzovanja ledu. Liter je ena tisočina kubičnega metra. | m                                        |
| amper                                                 | A            | električni tok             | "Amper, simbol A, je enota SI za električni tok. Definirana je kot stalna numerična vrednost osnovnega naboja e, ki je 1,602176634×10−19, ko je izražen v enoti C, ki je enaka A s, kjer je sekunda definirana glede na ∆νCs." | Originalni "Mednarodni amper je bil definiran elektrokemijsko kot tok, ki je potreben da odstrani 1,118 miligrame srebra na sekundo iz zmesi srebrovega nitrata. V primerjavi s SI amperom je razlika 0,015 %. Toda najnovejša definicija pred letom 2019 je bila: "Amper je konstanten tok, ki bi, če bi tekel po dveh ravnih vzporednih neskončno dolgih prevodnikih zanemarljivega krožnega preseka na razdalji enega metra v vakuumu, na žici proizvedel silo, enako 2×10−7 newtonov na meter dolžine." To je imelo posledice na definiranje permeabilnosti praznega prostora, ki je bilo μ0 = 4π×10−7 H/m ali N/A2 ali T⋅m/A ali Wb/(A⋅m) ali V⋅s/(A⋅m) | I                                        |
| kelvin                                                | K            | termodinamična temperatura | "Kelvin, simbol K, je enota SI za termodinamično temperaturo. Definiran je kot stalna numerična vrednost Boltzmannove konstante k, ki je 1,380649×10−23, ko je izražena v enotah J K−1, kar je enako kg m2 s−2 K−1, kjer so kilogram, meter in sekunda definirani glede na h, c in ∆νCs." | Celzijeva temperaturna lestvica: Kelvinova lestvica uporablja stopinje Celzija za enoto naraščanja, toda je termodinamična (0 K je absolutna ničla). | T                                        |
| Mol                                                   | mol          | količina snovi             | "Mol, simbol mol, je enota SI za množino snovi. En mol vsebuje natanko 6,022 140 76 × 1023 osnovnih delcev. To število je stalna numerična vrednost Avogadrove konstante, NA, ko je izražena v enotah mol−1 in se imenuje Avogadrovo število. Množina snovi, simbol n, sistema je merilo za število določenih osnovnih entitet. Osnovna entiteta je lahko atom, molekula, ion, elektron ali katerikoli drugi delec ali določena skupina delcev." | Atomska masa ali molekulska masa deljena s konstanto molske mase, 1 g/mol. | n                                        |
| kandela                                               | cd           | svetilnost                 | "Kandela, simbol cd, je enota SI za svetilnost v določeni smeri. Definirana je z nespremenljivo numerično vrednostjo svetilne učinkovitosti monokromatskega sevanja s frekvenco 540×1012 Hz, Kcd, ki je 683, ko je izražena v enotah lm W−1, kar je enako cd sr W−1 ali cd sr kg−1 m−2 s3, kjer so kilogram, meter in sekunda definirani glede na h, c in ∆νCs."                                                                                 | Moč sveče, ki temelji na svetlobi, sevani iz goreče sveče standardnih lastnosti. | J                                        |
| Imena in simboli v prvih treh stolpcih so predpisani. |              |                            | | |                                          |

Poleg tega poznamo še dve dopolnilni enoti SI, ki sta pravzaprav razmerji, torej brez dimenzije, zato ju ne prištevamo k osnovnim enotam:
- enota za merjenje ravninskih kotov je radian
- enota za merjenje prostorskih kotov je steradian

Vse ostale fizikalne enote se lahko izpeljejo iz teh sedmih osnovnih enot (glej izpeljane enote SI).
Za zapis zelo velikih ali zelo majhnih vrednosti se uporabljajo predpone SI.